# Bundesministerium für innerdeutsche Beziehungen
Das Bundesministerium für innerdeutsche Beziehungen (BMB) war ein Bundesministerium in der Bundesrepublik Deutschland. Es wurde 1949 unter der Bezeichnung Bundesministerium für gesamtdeutsche Fragen (BMG) errichtet. 1969 erhielt es im Zuge der neuen Ostpolitik die neue Bezeichnung „innerdeutsche Beziehungen“. Nach der deutschen Wiedervereinigung wurde es 1991 aufgelöst.

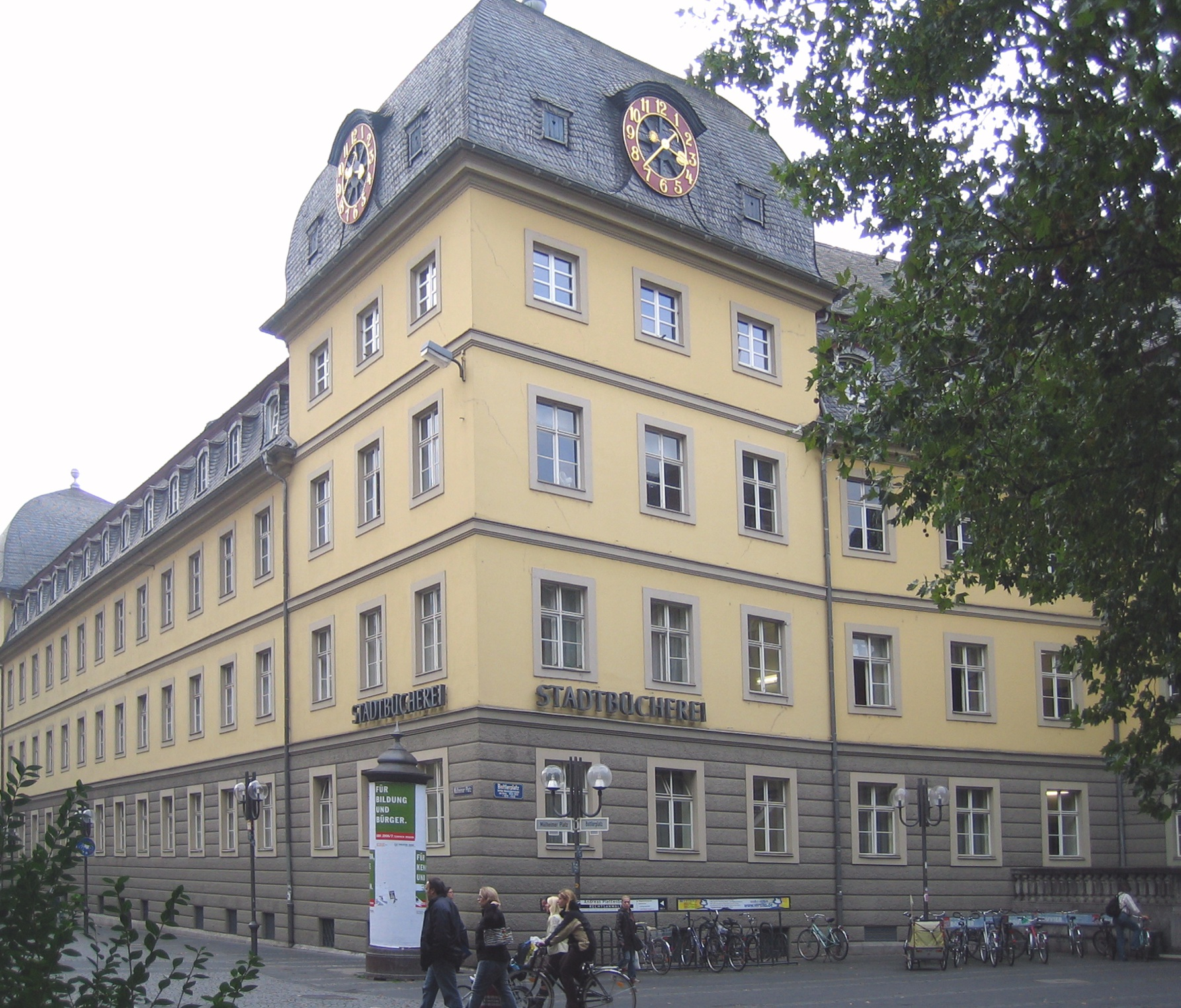
Bis 1957 Sitz des Gesamtdeutschen Ministeriums: Das Alte Stadthaus in Bonn.

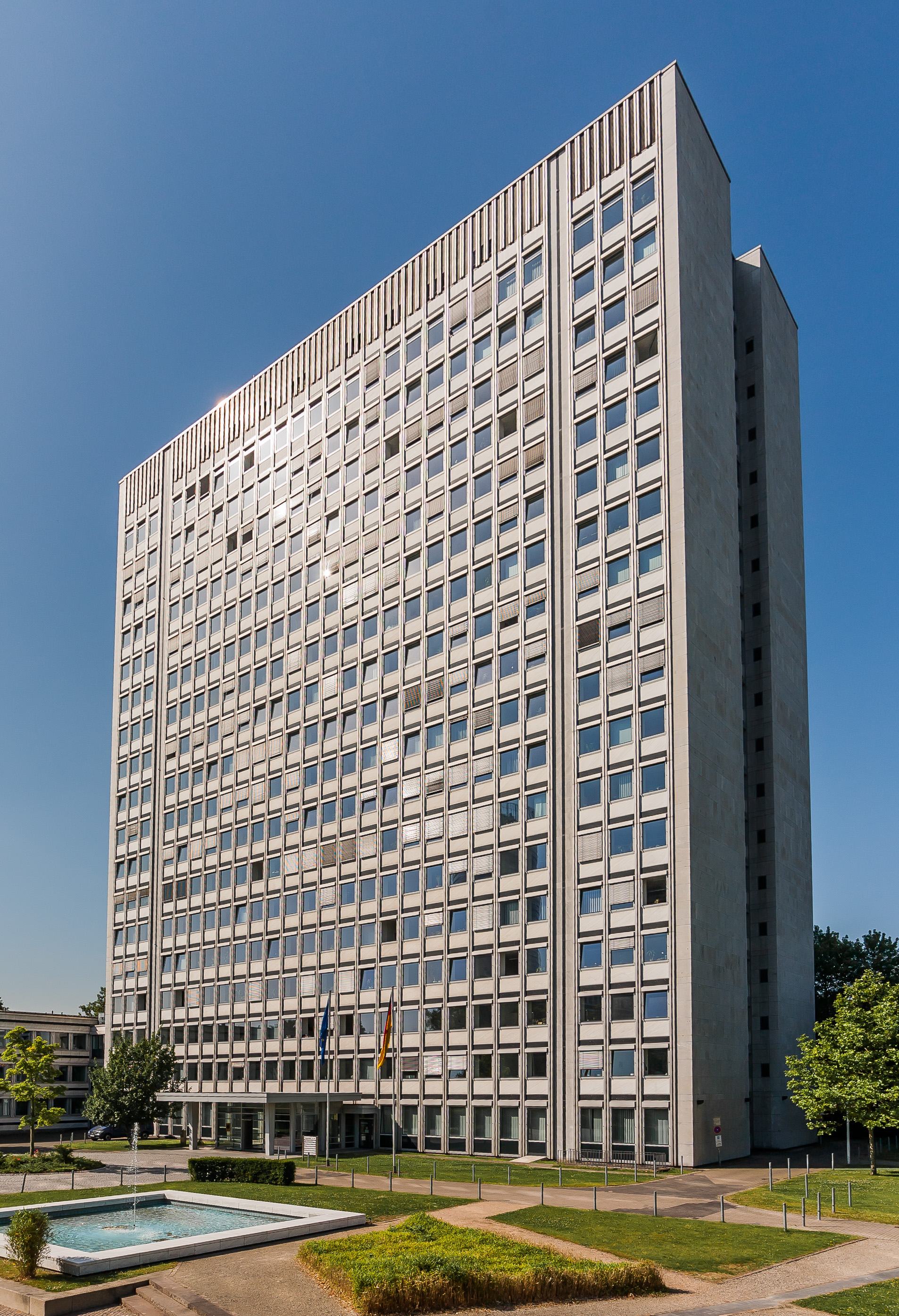
Von 1967 bis 1973 residierte das Ministerium im Hochhaus am Tulpenfeld.

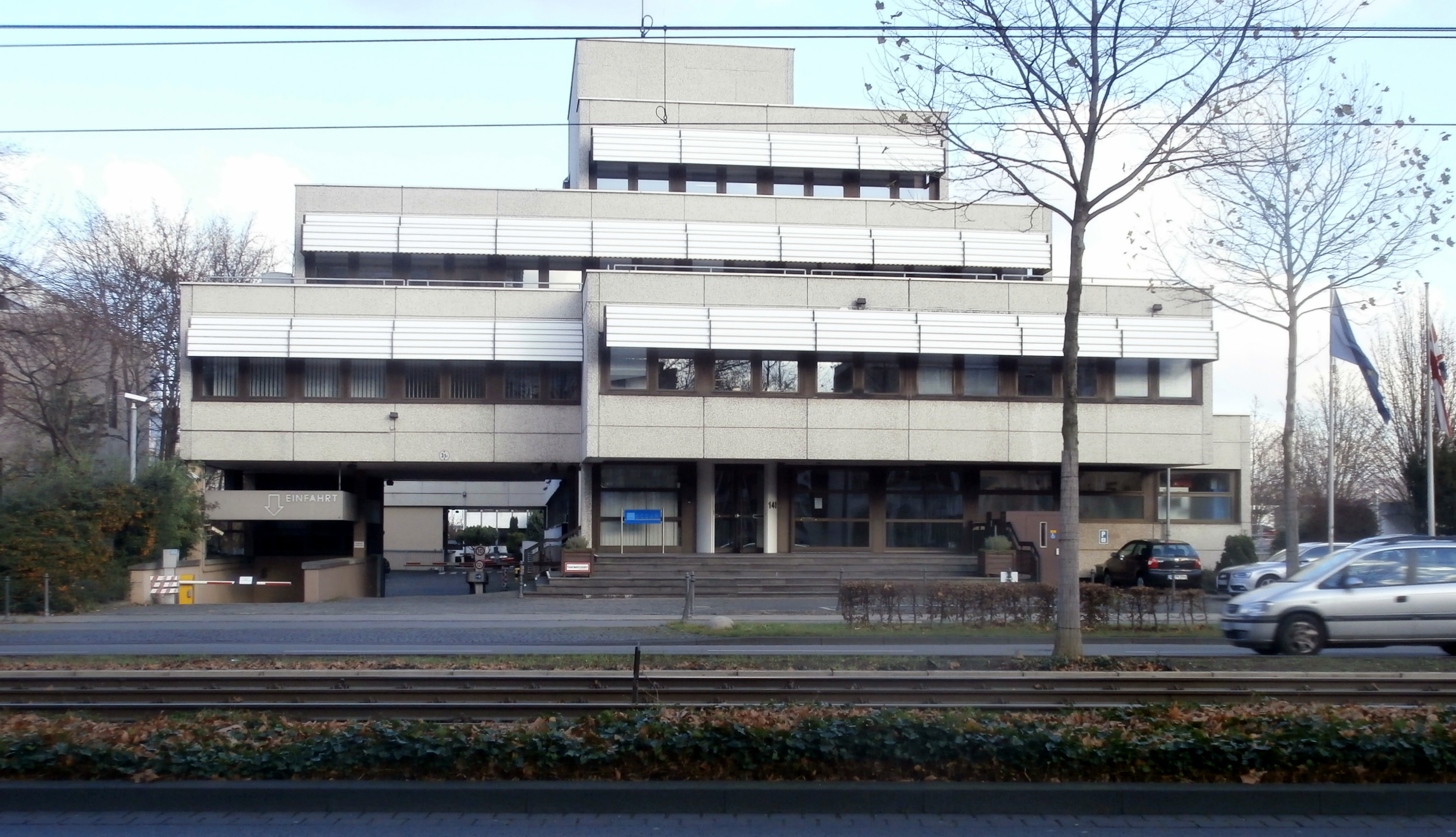
Godesberger Allee 140, ab 1973 Sitz des Bundesministeriums für innerdeutsche Beziehungen

## Zuständigkeiten und Zielsetzungen
Das Bundesministerium für innerdeutsche Beziehungen war für sämtliche Angelegenheiten mit Bezug zur DDR zuständig, meldete aber zu Beginn auch weitergehende Ansprüche an. Oft zitiert wird die dem ersten Bundesminister für gesamtdeutsche Fragen, Jakob Kaiser, zugeschriebene Äußerung: „Ein wahres Europa kann nur gebildet werden, wenn die deutsche Einheit wiederhergestellt wird. Sie umfasst, ich erinnere Sie daran, außer Deutschland (in den Grenzen von 1937) auch Österreich, einen Teil der Schweiz, die Saar und Elsaß-Lothringen.“ Allerdings handelt es sich hier um ein am 2. März 1951 in Salzburg vertraulich geführtes Gespräch; das Zitat wurde in dieser Form von Emil Lehnen kolportiert, so dass der Verdacht naheliegt, dass der separatistische Saar-Politiker eine Aussage Kaisers aus taktischen Gründen überspitzt haben könnte.
Erich Mende (1963–1966 Bundesminister für gesamtdeutsche Fragen und FDP-Vorsitzender 1960–1968) stellte dagegen 1965 fest:
„[…] zu den gesamtdeutschen Fragen (gehören) weder Südtirol noch Elsaß-Lothringen […]. Aus diesem Grunde und auch wegen der genaueren Bezeichnung unseres Auftrags würde ich die Amtsbezeichnung ‚Bundesminister für Fragen der Wiedervereinigung‘ vorziehen.“
Die de facto diplomatischen Kontakte zwischen den beiden deutschen Staaten lagen auf Seiten der Bundesrepublik formal im Verantwortungsbereich dieses Ministeriums, nicht des Auswärtigen Amtes. In der Praxis wurde die Politik der Bundesregierung gegenüber der DDR jedoch maßgeblich vom Bundeskanzleramt bestimmt.
Im Zuge der Vereinigung beider deutscher Staaten wurde die Arbeit dieses Ministeriums hinfällig. Daher wurde es 1991 mit Beginn der zwölften Wahlperiode, der ersten gesamtdeutschen, aufgelöst. Sein Rechtsnachfolger ist das Bundesministerium des Innern.

## Geschichte
Das Bundesministerium für gesamtdeutsche Fragen wurde 1949 gegründet und war in seinen Anfängen in der Bekämpfung des Kommunismus tätig. So legte das Bundesministerium eine geheime Kartei an, die über 20.000 vermeintliche Antidemokraten und Kommunistenfreunde in der Bundesrepublik verzeichnete. Die gesammelten Daten wurden vom Ministerium selbst genutzt sowie vom Bundesnachrichtendienst, vom Bundesamt für Verfassungsschutz und vermutlich auch vom US-amerikanischen Geheimdienst CIA.
In den Anfangsjahren verfügte das Ministerium kaum über eigenes Personal und stützte sich daher in seiner Arbeit „auf eine Vielzahl privater Vereine und Verbände“, die es „im Sinne einer ‚grauen Verwaltung’ an sich band, finanziell förderte oder als verdeckte, privatrechtlich quasi nachgeordnete Ministerialabteilung führte.“ 1952 unterhielt das BMG laut eigener Erhebung Kontakte zu rund 400 solcher Organisationen. Zu den wichtigsten zählten etwa die Ostbüros von Parteien, Kirchen und Gewerkschaften, aber auch die Kampfgruppe gegen Unmenschlichkeit, der Untersuchungsausschuß Freiheitlicher Juristen oder das „Amt für gesamtdeutsche Studentenfragen“ des VDS. 1969 wurden die meisten der noch bestehenden Organisationen in das neugeschaffene Gesamtdeutsche Institut – Bundesamt für gesamtdeutsche Fragen überführt.

## Dienstsitz
Das Bundesministerium für gesamtdeutsche Fragen war von 1949 bis 1957 im Alten Stadthaus am Bottlerplatz in der Bonner Innenstadt untergebracht. 1957 zog das Ministerium in ein Gebäude an der Kreuzung Am Hofgarten / Lennéstraße. Zehn Jahre später wechselte der Sitz unter der neuen Bezeichnung „Ministerium für innerdeutsche Beziehungen“ zum neu errichteten Hochhaus am Tulpenfeld, in dem auch weitere Bundesministerien untergebracht waren. Ab 1973 bezog das Ministerium dann ein terrassenförmiges Gebäude an der Godesberger Allee 140, in dem es bis zu seiner Auflösung 1991 verblieb. Nur einen Kilometer entfernt, in der Godesberger Allee 18, residierte die Ständige Vertretung der DDR in Bonn. Der letzte Dienstsitz des Ministeriums für innerdeutsche Beziehungen wurde im Oktober 2020 abgerissen.

## Personen

### Bundesminister 1949 bis 1991
| Nr.                                          | Name                                     | Lebensdaten                              | Partei                                   | Beginn der Amtszeit                      | Ende der Amtszeit                        | Amtsdauer in Tagen                       |
| Bundesminister für gesamtdeutsche Fragen     | Bundesminister für gesamtdeutsche Fragen | Bundesminister für gesamtdeutsche Fragen | Bundesminister für gesamtdeutsche Fragen | Bundesminister für gesamtdeutsche Fragen | Bundesminister für gesamtdeutsche Fragen | Bundesminister für gesamtdeutsche Fragen |
| -------------------------------------------- | ---------------------------------------- | ---------------------------------------- | ---------------------------------------- | ---------------------------------------- | ---------------------------------------- | ---------------------------------------- |
| 01                                           | Jakob Kaiser                             | 1888–1961                                | CDU                                      | 20. September 1949                       | 29. Oktober 1957                         | 2961                                     |
| 02                                           | Ernst Lemmer                             | 1898–1970                                | CDU                                      | 29. Oktober 1957                         | 13. Dezember 1962                        | 1780                                     |
| 03                                           | Rainer Barzel                            | 1924–2006                                | CDU                                      | 14. Dezember 1962                        | 11. Oktober 1963                         | 301                                      |
| 04                                           | Erich Mende                              | 1916–1998                                | FDP                                      | 17. Oktober 1963                         | 28. Oktober 1966                         | 1107                                     |
| 05                                           | Johann Baptist Gradl                     | 1904–1988                                | CDU                                      | 28. Oktober 1966                         | 30. November 1966                        | 33                                       |
| 06                                           | Herbert Wehner                           | 1906–1990                                | SPD                                      | 1. Dezember 1966                         | 21. Oktober 1969                         | 1055                                     |
| Bundesminister für innerdeutsche Beziehungen |                                          |                                          |                                          |                                          |                                          |                                          |
| 07                                           | Egon Franke                              | 1913–1995                                | SPD                                      | 22. Oktober 1969                         | 1. Oktober 1982                          | 4727                                     |
| 08                                           | Rainer Barzel                            | 1924–2006                                | CDU                                      | 4. Oktober 1982                          | 29. März 1983                            | 170                                      |
| 09                                           | Heinrich Windelen                        | 1921–2015                                | CDU                                      | 30. März 1983                            | 11. März 1987                            | 1442                                     |
| 10                                           | Dorothee Wilms                           | * 1929                                   | CDU                                      | 12. März 1987                            | 18. Januar 1991                          | 1408                                     |

### Beamtete Staatssekretäre
- 1949–1964: Franz Thedieck (CDU)
- 1964–1968: Carl Krautwig
- 1968–1971: Günter Wetzel (SPD)
- 1971–1977: Heinz Morgenstern (SPD)
- 1977–1982: Dietrich Spangenberg (SPD)
- 1982–1988: Ludwig A. Rehlinger (CDU)
- 1988–1991: Walter Priesnitz (CDU)

### Parlamentarische Staatssekretäre
- 1969–1976: Karl Herold (SPD)
- 1976–1979: Egon Höhmann (SPD)
- 1979–1982: Heinz Kreutzmann (SPD)
- 1982: Lothar Wrede (SPD)
- 1982–1991: Ottfried Hennig (CDU)

## Publikationen
Das Bundesministerium publizierte viele Schriften zur Deutschen Teilung, die großenteils wissenschaftlich fundiert waren und aufklärerischen Charakter besaßen. Der politische Auftrag der Förderung der Wiedervereinigung mit friedlichen Mitteln, der sich bis Anfang der Siebzigerjahre auch auf die Gebiete jenseits der Oder-Neiße-Linie bezog, trat bei einigen Schriften deutlich zu Tage. Im Folgenden sind einige ältere Schriften des BMgF aufgeführt:
- BMgF (Hrsg.): SBZ von A bis Z, Deutscher Bundes-Verlag, Bonn, 1. bis 10. Aufl., 1953 bis 1966, ca. 500 Seiten.
- BMgF (Hrsg.): Sowjetische Auffassungen zur Deutschlandfrage 1945–1954. Dargestellt nach amtlichen Dokumenten, Deutscher Bundes-Verlag, Bonn, 1954.
- BMgF (Hrsg.): Wer ist wer in der SBZ? Ein biographisches Handbuch, Verlag für Internationalen Kulturaustausch, Berlin, 1958.
- BMgF (Hrsg.): Die Situation der Jugend im kommunistischen Herrschaftssystem der SBZ Deutschlands in Bonner Berichte aus Mittel- und Ostdeutschland, Bonn – Berlin, 1960.
- BMgF (Hrsg.): Die Bemühungen der Bundesrepublik um Wiederherstellung der Einheit Deutschlands durch gesamtdeutsche Wahlen. Dokumente und Akten. I. Teil, Oktober 1949 – Oktober 1953, Deutscher Bundes-Verlag, Bonn, 1958.
- Bundesministerium für innerdt. Beziehungen (Hrsg.): Die Sperrmaßnahmen der DDR vom Mai 1952 : Die Sperrmaßnahmen der Sowjetzonenregierung an der Zonengrenze und um Westberlin, Faksimilierter Nachdruck d. Weißbuches von 1953, Lübeck : Wullenwever, 1953, DNB 891507477.
- Bundesministerium für innerdeutsche Beziehungen (Hrsg.): Der Bau der Mauer durch Berlin : die Flucht aus der Sowjetzone und die Sperrmaßnahmen des kommunistischen Regimes vom 13. August 1961 in Berlin, Faksimile-Nachdruck der Denkschrift von 1961, 1. ergänzte Aufl., Wolfenbüttel : Roco-Druck, 1988, OCLC 180482809.

Neben eigenen Publikationen ließ das BMG – ähnlich wie die Bundeszentrale für politische Bildung bis heute – sogenannte Sonderausgaben einschlägiger Titel aus anderen Verlagen produzieren.

## Stiftung
Das Bundesministerium kontrollierte bis zu seiner Auflösung 1991 das Kuratorium der 1974 gegründeten und 1999 aufgelösten Stiftung Deutschlandhaus des Deutschlandhauses in Berlin:
1. Der Bundesminister für innerdeutsche Beziehungen beruft die Mitglieder des Kuratoriums.
2. Hinzu kam das Einflußrecht der Bundesregierung: Der Bund (BMB) benennt zwei Kuratoriumsmitglieder.
3. Neben dem Bund benennen das Land Berlin und der Berliner Landesverband der Vertriebenen je zwei Mitglieder.

## Preise
Das Ministerium vergab drei Preise:
1. Stiftung eines Literaturpreises – Thomas-Dehler-Preis
2. Der Ernst-Reuter-Preis wurde vom Ministerium vornehmlich als Hörfunk-, aber auch als Fernsehpreis vergeben und war mit 10.000 DM dotiert.[12] Für eine Auszeichnung hatten Beiträge in den Kategorien Hörspiel und Informationssendung „ihr Thema aus dem Problem der Teilung Deutschlands und dem Verhältnis der Menschen in den beiden deutschen Staaten zueinander“ herzuleiten.[12]
3. Stiftung des Fernsehpreises – Jakob-Kaiser-Preis. Dieser Preis wurde ab 1960 jährlich vom Bundesministerium für gesamtdeutsche Fragen für die beste Fernsehsendung oder -reportage vergeben und war mit 10.000 DM dotiert.